# Michael Lister
Michael Lister (* 22. September 1964 in Marl) ist ein deutscher Betriebswirtschaftler und seit 2008 Professor an der Steinbeis-Hochschule Berlin.

## Leben
Lister absolvierte von 1987 bis 1992 ein Studium der Betriebswirtschaftslehre an der Westfälischen Wilhelms-Universität  Münster mit dem Abschluss Diplom-Kaufmann. Von 1992 bis 1996 promovierte Lister zum Dr. rer. pol. mit dem Prädikat summa cum laude an der Wirtschaftswissenschaftlichen Fakultät der Universität Basel. Für seine Dissertation mit dem Titel: Risikoadjustierte Ergebnismessung und Risikokapitalallokation erhielt er 1997 den Fakultätspreis der Wirtschaftswissenschaftlichen Fakultät der Universität Basel. 1998 war er Gastdozent an der Shanghai Jiao Tong University.
2002 schloss er seine Habilitation mit dem Thema: Wertorientiertes Risiko-Controlling in Unternehmen ab und erhielt die venia docendi für Betriebswirtschaftslehre. Von 2003 bis 2008 war er Inhaber des Lehrstuhls für Finanzen, Banken und Controlling an der WHL Wissenschaftliche Hochschule Lahr. Von 2005 bis 2008 war er dort auch Prorektor für Forschung.
Lister ist seit 2008 Inhaber des Lehrstuhls für Finanzen, Banken und Controlling und des Lehrstuhls für Real Estate an der Steinbeis-Hochschule Berlin.

## Forschungsschwerpunkte
Am Lehrstuhl für Finanzen, Banken und Controlling beschäftigt sich Lister insbesondere mit den Themen Risikocontrolling, Produktivitätssteuerung und Wertmanagement. Am Lehrstuhl für Real Estate zählt die Entwicklung von Controllingkonzepten für Immobilienunternehmen und die Risikobewertung von Immobilien zu den Forschungsschwerpunkten.

## Publikationen (Auswahl)
- Ertragsorientiertes Bankmanagement: Band 1: Messung von Rentabilität und Risiko im Bankgeschäft, 9. Aufl. 2014 (gemeinsam mit Henner Schierenbeck und Stefan Kirmße),
- Ertragsorientiertes Bankmanagement, Band 2: Risiko-Controlling und integrierte Rendite-/Risikosteuerung, 9. Aufl., 2008 (gemeinsam mit Henner Schierenbeck und Stefan Kirmße),
- Value-Controlling – Grundlagen wertorientierter Unternehmensführung, 2. Aufl., 2002 (gemeinsam mit H. Schierenbeck),
- Wertorientiertes Risiko-Controlling in Unternehmen, Habilitationsschrift Basel 2002.

## Lehraufträge
- Lehrbeauftragter an der Universität Basel
- Lehrbeauftragter an der Universität Mainz